# Anaplagiomus garnieri
Anaplagiomus garnieri là một loài bọ cánh cứng trong họ Cerambycidae.